# Lill-Burtjärnen, Ångermanland
Lill-Burtjärnen är en sjö i Sollefteå kommun i Ångermanland och ingår i Ångermanälvens huvudavrinningsområde.